# Хибберд, Лори
Ло́ри Хи́бберд (англ. Laurie Hibberd; 4 апреля 1964, Канада) — канадская журналистка и телеведущая.

## Биография
Лори Хибберд родилась 4 апреля 1964 года в Канаде. Она окончила Университет Райерсона, получив степень в журналистке.

## Карьера
Хибберд начала свою карьеру в качестве репортёра вещания и автора новостей на «CKFM» в Торонто с 1987 по 1992 год. В конце 80-х и начале 90-х годов, она также работала на «YTV» и «YTV Rock'n'Talk». Позже она стала развлекательным репортёром на «WSVN-TV» в Майами с 1992-1994 года. Она появилась в «Good Morning America». До этого она являлась одним из организаторов утреннего шоу на «FX» с Томом Бержероно в 1994-1996 года.
В 2007 году она работала на двух канадской ток-шоу — «The Mom Show» и «Doctor in the House».

## Личная жизнь
С 17 июня 2000 года Лори замужем за телевизионным продюсером Майклом Джелманом (род.1961), с которым она встречалась 7 лет до их свадьбы. У супругов есть двое дочерей — Джейми Александра Джелман (род. в июне 2001) и Миша Джелман (род.10.04.2004).